# Marcha das Margaridas
Marcha das Margaridas é uma manifestação de mulheres trabalhadoras rurais de todo o Brasil, em prol de direitos sociais e contra a violência contra as mulheres do campo e da floresta. O evento tem-se realizado a cada quatro anos, desde 2000, na Esplanada dos Ministérios, em Brasília.

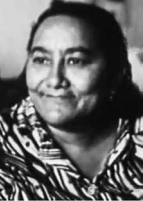
Margarida Maria Alves

A ação é organizada pela Confederação Nacional dos Trabalhadores na Agricultura (Contag) e acontece  sempre  em agosto, em memória da trabalhadora rural e líder sindical Margarida Maria Alves, assassinada em 12 de agosto de 1983 por defender os direitos de trabalhadores rurais da Paraíba.

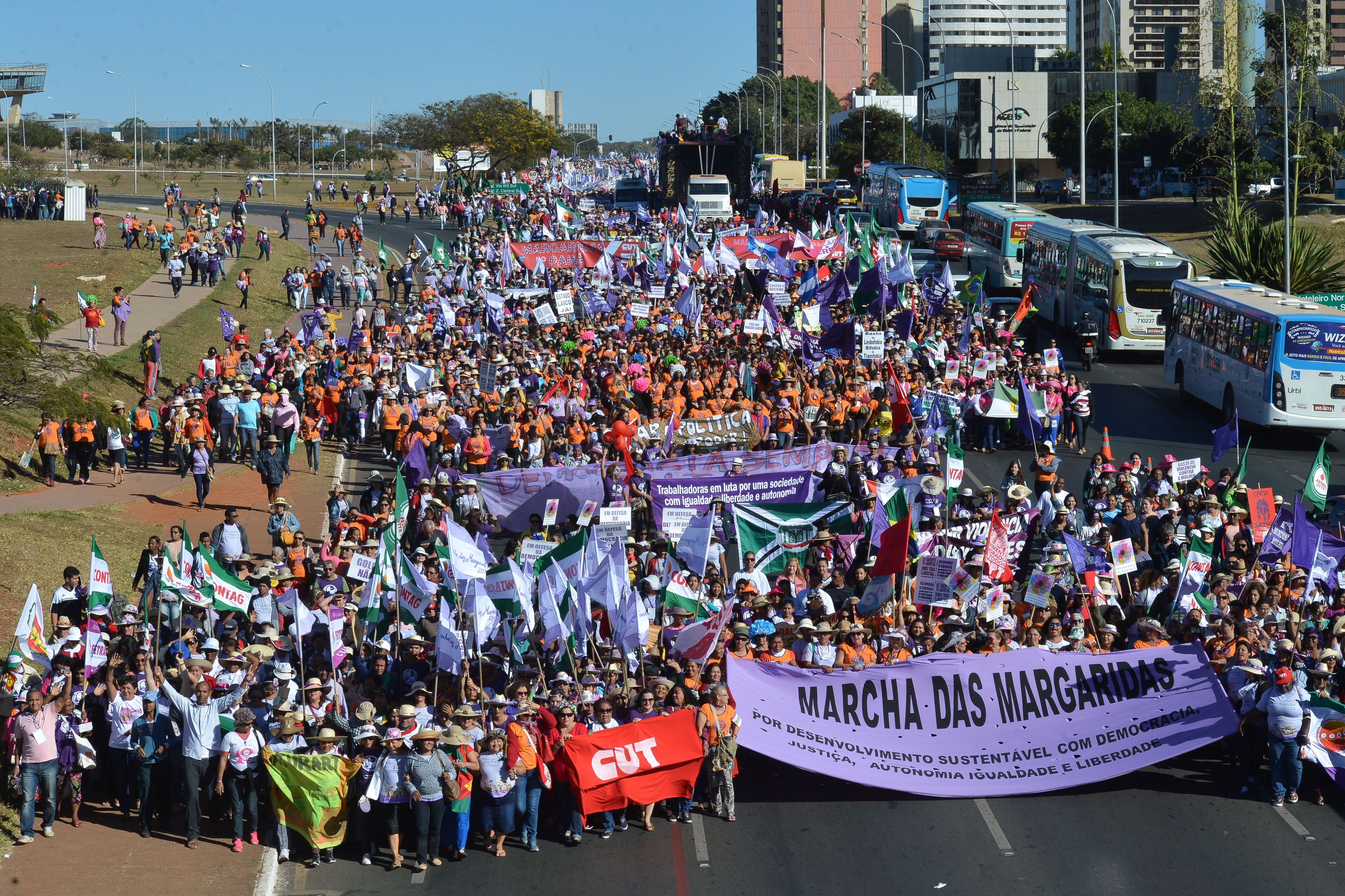
Marcha das Margaridas percorre a Esplanada dos Ministérios em 2015 (José Cruz/Agência Brasil)

## Objetivos
Segundo o site da Marcha das Margaridas, seus principais objetivos são:
- Fortalecer e ampliar a organização, mobilização e formação sindical e feminista das mulheres trabalhadoras rurais;
- Reafirmar o protagonismo e dar visibilidade à contribuição econômica, política e social das mulheres do campo, da floresta e das águas, na construção de um novo processo de desenvolvimento rural voltado para a sustentabilidade da vida humana e do meio ambiente;
- Apresentar, através das proposições, uma crítica ao modelo de desenvolvimento hegemônico a partir de uma perspectiva feminista;
- Contribuir para a democratização das relações sociais no Movimento Sindical de Trabalhadores e Trabalhadoras Rurais (MSTTR) e nos demais espaços políticos, visando, assim, a superação das desigualdades de gênero e étnico-raciais;
- Protestar contra as causas estruturantes da insegurança alimentar e nutricional que precisam ser enfrentadas para a garantia do direito humano à alimentação adequada e a soberania alimentar;
- Denunciar e protestar contra todas as formas de violência, exploração e discriminação, e avançar na construção da igualdade para as mulheres;
- Atualizar e qualificar a pauta de negociações, propondo e negociando políticas para as mulheres do campo, da floresta e das águas, considerando as suas especificidades;
- Lutar pelo aperfeiçoamento e consolidação das políticas públicas voltadas às mulheres do campo, da floresta e das águas, nas esferas municipal, estadual e federal, contribuindo para que estas incidam no cotidiano das mulheres do campo, da floresta e das águas.

## Histórico
A primeira edição, em 2000, reuniu cerca de 20 mil agricultoras, quilombolas, indígenas, pescadoras e extrativistas de todo o Brasil.
O movimento é marcado pelas camisetas lilás e pelos chapéus de palha decorados com margaridas usados pelas manifestantes. A marcha se repetiu nos anos de 2003, 2007, 2011, 2015, 2019 e 2023, reunindo cerca de 100 mil manifestantes.

### Lemas
- 2000 - "2000 Razões para marchar contra a Fome, a Pobreza e a Violência Sexista" [11]
- 2003 - "2003 Razões para marchar contra a Fome, a Pobreza e a Violência Sexista" [12]
- 2007 - "2007 Razões para marchar contra a Fome, a Pobreza e a Violência Sexista" [13]
- 2011 - "2011 Razões para marchar por Desenvolvimento Sustentável com Justiça, Autonomia, Igualdade e Liberdade" [14]
- 2015 - "Margaridas seguem em Marcha por Desenvolvimento Sustentável com Democracia, Justiça, Autonomia, Igualdade e Liberdade" [15]
- 2019 - "Margaridas na luta por um Brasil com Soberania Popular, Democracia, Justiça, Igualdade e Livre de Violência"
- 2023 - "Pela Reconstrução do Brasil e pelo Bem Viver"